# Eumerus transcaspicus
Eumerus transcaspicus är en tvåvingeart som beskrevs av Stackelberg 1952. Eumerus transcaspicus ingår i släktet månblomflugor, och familjen blomflugor.
Artens utbredningsområde är Turkmenistan. Inga underarter finns listade i Catalogue of Life.